# Bottesford Town F.C.
Câu lạc bộ bóng đá Bottesford Town là một câu lạc bộ bóng đá có trụ sở ở Bottesford, Lincolnshire, Anh. Đội hiện là thành viên của Northern Counties East League Premier Division và thi đấu trên sân Birkdale Park ở Scunthorpe.

## Lịch sử
Câu lạc bộ được thành lập vào năm 1974 và tham gia Lincolnshire League. Vào mùa giải 1977-78, đội xếp cuối Premier Division, nhưng không xuống hạng vì giải được mở rộng từ 14 thành 16 đội. Tuy nhiên, sau khi về đích áp chót ở mùa giải tiếp theo, đội đã phải xuống thi đấu tại Division One. Năm 1987, giải đấu bị xuống còn một hạng đấu duy nhất, câu lạc bộ vẫn tiếp tục thi đấu.
Trong mùa giải 1986-87, đội vô địch League Cup, và lặp lại kỳ tích này ở các mùa giải 1988-89 và 1989-90. Mùa giải sau đó cũng chứng kiến đội giành chức vô địch giải đấu lần đầu tiên, và đội tiếp tục giữ được danh hiệu trong hai mùa giải tiếp theo. Đội giữ danh hiệu á quân mùa giải 1993-94, và vào năm 2000, tham gia Premier Division của Central Midlands League. Sau khi đứng thứ ba trong mùa giải đầu tiên của giải, đội được thăng hạng lên Supreme Division. Tuy nhiên, đội đã bị xuống hạng trở lại Premier Division vào cuối mùa giải 2002-03 sau khi xếp cuối bảng Supreme Division.
Mùa giải 2005-06, Bottesford về thứ ba ở Premier Division, được thăng hạng lên Supreme Division. Mùa giải tiếp theo, đội lên ngôi vô địch giải đấu, thăng hạng lên Division One của Northern Counties East League. Mùa giải 2015-16, đội xếp thứ ba, đủ điều kiện thi đấu play-off trực tiếp thăng hạng. Sau khi đánh bại Hallam 2-0 ở bán kết, đội đã giành chiến thắng chung cuộc trước AFC Emley 4-3 trên chấm luân lưu sau trận hòa 1-1 để giành quyền thăng hạng lên Premier Division.

## Sân vận động
Ban đầu câu lạc bộ chơi trên sân tại Frederick Gough School in Scunthorpe, trước khi chuyển đến Birkdale Park in 1983 vào năm 1983 khi hội đồng địa phương cấp hợp đồng cho thuê sân. Sân hiện có sức chứa 1.000 người, trong đó 90 chỗ ngồi và 300 chỗ có mái che.

## Danh hiệu
- Central Midlands League
  - Vô địch Supreme Division 2006-07
- Lincolnshire League
  - Vô địch 1989-90, 1990-91, 1991-92
  - Vô địch League Cup 1986-87, 1988-89, 1989-90

## Kỉ lục
- Thành tích tốt nhất tại Cúp FA: Vòng loại thứ nhất, 2010-11, 2017-18, 2018-19[5]
- Thành tích tốt nhất tại FA Vase: Vòng Ba, 2016-17[5]